# Синдром Мирес — Ирлен
Синдро́м Ми́рес — И́рлен или синдром скотопической чувствительности — предполагаемое и малопризнанное расстройство обработки зрительной информации. На данный момент не существует консенсуса касательно того, можно ли выделить «синдром Мирес — Ирлен» в отдельное заболевание ввиду низкого качества исследований. Основным синдромом предполагаемого заболевания является гиперчувствительность к свету, вызывающая затруднения при чтении. Текст как будто плывёт и сливается. В 1980-х американским психологом по имени Хелен Ирлен было предложено ношение цветных линз или очков для лечения. И хотя исследования подтверждающие улучшения восприятия текстовой информации после ношения цветных очков и линз существуют, ввиду гетерогенности и низкого качества большинства исследований, их эффект сложно отличить от эффекта плацебо.

## История обнаружения
В 1980 году новозеландская учительница Олив Мирес описала симптомы своих учеников, заявлявших о зрительных искажениях при чтении с белой бумаги. В 1983 году, независимо от Мирес, работая по исследовательскому гранту в Лонг-Бич, американский психолог Хелен Ирлен описала похожие симптомы, а также, предложила фильтровать визуальную информации с помощью цветных линз.
В литературе комплекс симптомов называют синдромом Мирес — Ирлен, синдромом Ирлен, или синдромом скотопической чувствительности.